# Sløret
Sløret är en kulle i Antarktis. Den ligger i Östantarktis. Norge gör anspråk på området. Toppen på Sløret är 2 425 meter över havet.
Terrängen runt Sløret är platt österut, men västerut är den kuperad. Trakten är obefolkad. Det finns inga samhällen i närheten.